# Eunidia rufolineata
Eunidia rufolineata es una especie de escarabajo longicornio del género Eunidia, categorizada en la tribu Eunidiini, de la subfamilia Lamiinae. Fue descrita por Breuning en 1939.

## Descripción
Mide 7-10,5 mm de longitud.

## Distribución
Se distribuye por Kenia, Sudáfrica, Somalia y Tanzania.